# Prostemmiulus cooki
Prostemmiulus cooki är en mångfotingart som beskrevs av Chamberlin 1922. Prostemmiulus cooki ingår i släktet Prostemmiulus och familjen Stemmiulidae. Inga underarter finns listade i Catalogue of Life.